# 春のおどり（花） -三種組曲-
『春のおどり（花）』 -三種組曲-（はるのおどり はな さんしゅくみきょく）は宝塚少女歌劇団の舞台作品。『宝塚少女歌劇二十年史』・『宝塚歌劇五十年史』では「春の踊り『花』」と表記され、上演当時に発行された脚本集では「新舞踊『花』 -三種組曲-」あるいは「バレー『花』」と表記されている。
月組公演。
1926年4月1日から4月30日まで宝塚大劇場で公演された。
形式名は「新舞踊」。3場。
併演作品は『飴』と『傀儡船』と『伯父の財産』と『平等院大臣』。　　

## 解説
※『宝塚歌劇100年史（舞台編）』の宝塚大劇場公演のページを参照
花籠、一輪ざし、花園と花を題材とした作品。花籠の中で一番美しいばら（演：小夜福子）を若者（演：浪速つくし）が手祈り一輪ざしに挿すが、やがてばらの花びらは散り落ちてしまう。ばらの花びらを持った若者は、花の女王（演：笹原いな子）に悲しみを訴える。

## スタッフ
- 按舞：高田雅夫[1]
- 音楽：高木和夫[2]